# 権五勲 (1916年生)
権 五勲（クォン・オフン、朝鮮語: 권오훈/權五勳、1916年10月23日 - 2000年9月22日）は、満洲国の官僚、大韓民国の農協役員、政治家。第6代韓国国会議員。本貫は安東権氏。

## 経歴
日本統治時代の慶尚北道安東郡（現・安東市）出身。大邱公立高等普通学校（現・慶北高等学校）卒。満洲国高等文官試験行政科合格。満洲国事務官、安東郡農業協同組合長、農協中央会運営委員、韓国米穀倉庫株式会社企画室次長、民主共和党慶北道支部副委員長・慶北第11地区党委員長を歴任した。1963年の第6代総選挙に安東選挙区より民主共和党所属で出馬して当選し、国会では農林委員長を務めた。そのほか、社団法人国際農林水産技術交流会長を務めた。
2000年9月22日にソウル市冠岳区の自宅にて老衰により死去。享年85。